# Franck Obambou
Franck Perrin Obambou (Libreville, 26 giugno 1987) è un calciatore gabonese, difensore dello Stade Mandji e della Nazionale gabonese.

## Carriera

### Club
Dal 2011 al 2013 gioca in Sudafrica nel Randburg, in seguito va a giocare per una stagione in Venezuela, nel Tucanes, esordendo il 25 settembre 2013 nello 0-0 sul campo del Petare in campionato, entrando all' 85'. Gioca in totale 22 partite, tornando in Gabon la stagione successiva, all'Akanda e in seguito allo Stade Mandji.

### Nazionale
Esordisce in Nazionale l'8 settembre 2015 in un'amichevole in trasferta a Lusaka contro lo Zambia pareggiata 1-1, nella quale entra all' 85'. Nel 2016 partecipa al Campionato delle Nazioni Africane in Ruanda, competizione riservata a squadre nazionali formate solo da calciatori che giocano nel campionato del paese, trovando il primo gol in Nazionale nella terza partita, persa 4-1 a Butare contro la Costa d'Avorio, realizzando il momentaneo 1-1 al 51', ma venendo eliminato alla fase a gironi. Nel 2017 viene convocato per la Coppa d'Africa in Gabon.

## Statistiche

### Presenze nei club
Statistiche aggiornate al 21 maggio 2014.
| Stagione        | Squadra         | Campionato      | Campionato | Campionato | Coppe nazionali | Coppe nazionali | Coppe nazionali | Coppe continentali | Coppe continentali | Coppe continentali | Altre coppe | Altre coppe | Altre coppe | Totale | Totale | Totale |
| Stagione        | Squadra         | Comp            | Pres       | Reti       | Comp            | Pres            | Reti            | Comp               | Pres               | Reti               | Comp        | Pres        | Reti        | Pres   | Reti   |        |
| --------------- | --------------- | --------------- | ---------- | ---------- | --------------- | --------------- | --------------- | ------------------ | ------------------ | ------------------ | ----------- | ----------- | ----------- | ------ | ------ | ------ |
| 2013-2014       | Tucanes         | PD              | 22         | 0          | CV              | 0               | 0               | -                  | -                  | -                  | -           | -           | -           | 22     | 0      |        |
| Totale carriera | Totale carriera | Totale carriera | 22         | 0          | -               | -               | -               | -                  | -                  | -                  | -           | -           | -           | 22     | 0      |        |

### Cronologia presenze e reti in Nazionale
| Cronologia completa delle presenze e delle reti in nazionale ― Gabon | Cronologia completa delle presenze e delle reti in nazionale ― Gabon | Cronologia completa delle presenze e delle reti in nazionale ― Gabon | Cronologia completa delle presenze e delle reti in nazionale ― Gabon | Cronologia completa delle presenze e delle reti in nazionale ― Gabon | Cronologia completa delle presenze e delle reti in nazionale ― Gabon | Cronologia completa delle presenze e delle reti in nazionale ― Gabon | Cronologia completa delle presenze e delle reti in nazionale ― Gabon |
| Data                                                                 | Città                                                                | In casa                                                              | Risultato                                                            | Ospiti                                                               | Competizione                                                         | Reti                                                                 | Note                                                                 |
| -------------------------------------------------------------------- | -------------------------------------------------------------------- | -------------------------------------------------------------------- | -------------------------------------------------------------------- | -------------------------------------------------------------------- | -------------------------------------------------------------------- | -------------------------------------------------------------------- | -------------------------------------------------------------------- |
| 8-9-2015                                                             | Lusaka                                                               | Zambia                                                               | 1 – 1                                                                | Gabon                                                                | Amichevole                                                           | -                                                                    | 85’                                                                  |
| 12-9-2015                                                            | Kigali                                                               | Ruanda                                                               | 0 – 1                                                                | Gabon                                                                | Amichevole                                                           | -                                                                    |                                                                      |
| 10-1-2016                                                            | Njeru                                                                | Uganda                                                               | 1 – 1                                                                | Gabon                                                                | Amichevole                                                           | -                                                                    |                                                                      |
| 16-1-2016                                                            | Kigali                                                               | Gabon                                                                | 0 – 0                                                                | Marocco                                                              | Campionato Nazioni Africane 2016                                     | -                                                                    |                                                                      |
| 20-1-2016                                                            | Kigali                                                               | Ruanda                                                               | 2 – 1                                                                | Gabon                                                                | Campionato Nazioni Africane 2016                                     | -                                                                    |                                                                      |
| 24-1-2016                                                            | Butare                                                               | Costa d'Avorio                                                       | 4 – 1                                                                | Gabon                                                                | Campionato Nazioni Africane 2016                                     | 1                                                                    |                                                                      |
| Totale                                                               |                                                                      | Presenze                                                             | 6                                                                    |                                                                      | Reti                                                                 | 1                                                                    |                                                                      |